# Yacobabad
Yacobabad (Sindhi: جیکب آباد) es una ciudad en el distrito de Yacobabad, provincia de Sind, Pakistán. 
La ciudad destaca por ser un importante nudo ferroviario de Pakistan Railways, compañía estatal de ferrocarriles de Pakistán, a la vez que goza de numerosas conexiones con las carreteras de la provincia.

## Demografía
Según estimación 2010 contaba con 200 815 habitantes.